# ゴラン・ゴギッチ
ゴラン・ゴギッチ（セルビア語: Горан Гогић, ラテン文字転写: Goran Gogić、1986年4月24日 - 2015年7月3日）は、セルビアの元サッカー選手。ポジションはミッドフィールダー。

## 経歴
2013年8月にレッドスター・ベオグラードへ加入、1シーズン半在籍した後2015年1月に青島海牛足球倶楽部へ移籍したが、同年7月3日の練習後に倒れ同日死去した。レッドスターは彼の死後、所属時に着用していた背番号26を永久欠番とした。